# Nordische Skiweltmeisterschaften 1926/Teilnehmer (Tschechoslowakei)
| Goldmedaillen | Silbermedaillen | Bronzemedaillen |
| ------------- | --------------- | --------------- |
| —             | —               | —               |

| Goldmedaillen | Silbermedaillen | Bronzemedaillen |
| ------------- | --------------- | --------------- |
| —             | —               | —               |

Die Tschechoslowakei wurde bei den vom Internationalen Skiverband rückwirkend zu den 3. Nordischen Skiweltmeisterschaften erklärten FIS-Rennen von 1926 in Lahti in Finnland sowohl vom Tschechoslowakischen Skiverband Svaz lyžařů Republiky československé (SL RČS) als auch vom Hauptverband deutscher Wintersportvereine vertreten. 

## Teilnehmer und Ergebnisse SL RČS
Der Svaz lyžařů RČS nominierte vorab fünf Sportler für die Wettbewerbe in Lahti, von denen schließlich drei die Reise nach Lahti antraten.  
Mit den vorderen Plätzen hatten die tschechoslowakischen Vertreter nichts zu tun. Die beste Platzierung erreichte Josef Bím aus Vysoké nad Jizerou mit einem 23. Rang im Skispringen. Josef Německý aus Nové Město na Moravě musste im Dauerlauf über 50 km wegen Übermüdung aufgrund der langen Anreise ebenso aufgeben wie der Prager Emmerich Rath.
| Sportler        | Verein od. Ort          | Skilanglauf 30 km | Skilanglauf 50 km | Skispringen K-40 | Nord. Komb. K-40/15 km |
| --------------- | ----------------------- | ----------------- | ----------------- | ---------------- | ---------------------- |
| Josef Bím       | Vysoké nad Jizerou      | DNS               | –                 | DNF              | 23.                    |
| Josef Erlebach  |                         | DNS               | DNS               | –                | –                      |
| Karel Koldovský | Vysoké nad Jizerou      | DNS               | DNS               | –                | –                      |
| Josef Německý   | SK Nové Město na Moravě | DNF               | DNF               | –                | –                      |
| Emmerich Rath   | Touring Club Prag       | DNF               | DNS               | –                | DNF                    |

Anmerkung: In der zeitgenössischen Sportberichterstattung des Prager Tagblattes wurde der Deutschböhme Emmerich Rath, ansonsten dem HDW angehörig, als Teilnehmer des SL RČS geführt. Wechsel zwischen den einzelnen tschechoslowakischen Skiverbänden kamen zwar nicht allzu häufig vor, waren aber im Gegensatz zu den allermeisten anderen Sportverbänden des Landes durchaus möglich.

## Teilnehmer und Ergebnisse HDW
Der Hauptverband deutscher Wintersportvereine in der Tschechoslowakei nominiert mit Wilhelm Dick und Franz Donth ursprünglich zwei Sportler für Lahti. Um die Reisekosten geringer zu halten kamen die Skiverbände Deutschlands, Österreichs und Deutschböhmens aber überein zu den Wettkämpfen in Finnland jeweils nur einen Sportler zu entsenden und die Anreise gemeinsam und zu geteilten Kosten vorzunehmen. Der Österreichische Skiverband zog seinen Teilnehmer vor Antritt der Reise zurück, so dass nur Gustl Müller vom DSV und Wilhelm Dick vom HDW die Reise nach Skandinavien antraten.
| Sportler     | Verein od. Ort              | Skilanglauf 30 km | Skilanglauf 50 km | Skispringen K-40 | Nord. Komb. K-40/15km |
| ------------ | --------------------------- | ----------------- | ----------------- | ---------------- | --------------------- |
| Wilhelm Dick | Skiclub Christiania Weipert | –                 | –                 | DNF              | 21.                   |
| Franz Donth  | Skiklub Rochlitz            | –                 | DNS               | –                | –                     |

Anmerkung: In manchen zeitgenössischen Sportberichterstattungen außerhalb der Tschechoslowakei und Deutschlands wurde Willi Dick als Vertreter des DSV, manchmal als tschechischer (SL RČS) oder gar als österreichischer (ÖSV) Verbandsangehöriger geführt. Vor allem die Zuschreibung zum DSV findet sich auch heute noch in manchen Listen im Internet. Nach zeitgenössischen Berichterstattungen seines Heimatlandes ging er jedoch für den Hauptverband deutscher Wintersportvereine in der Tschechoslowakei (HDW) an den Start. 

## Legende
- DNF = Did not finish (nicht beendet bzw. aufgegeben)
- DNS = Did not start (nicht gestartet)